# دراغان بوبوفيتش
دراغان بوبوفيتش (بالإنجليزية: Dragan Popović) هو مدرب كرة قدم ولاعب كرة قدم أمريكي (وحمل سابقاً جنسية يوغوسلافيا) في مركز الوسط، ولد في 1941 في براني في الجبل الأسود. لعب مع النجم الأحمر بلغراد وسانت لويس ستارز ونادي العقبان البيضاء الصربية وهايدوك سبليت.